# Erythrina yunnanensis
Erythrina yunnanensis är en ärtväxtart som beskrevs av Shu Kang Lee. Erythrina yunnanensis ingår i släktet Erythrina och familjen ärtväxter. Inga underarter finns listade i Catalogue of Life.